# Автомобили, которые съели Париж
«Автомобили, которые съели Париж» (англ. The Cars that Ate Paris) — австралийский фильм ужасов с элементами чёрного юмора, снятый режиссёром Питером Уиром. Фильм получил смешанные, с уклоном в положительные, отзывы кинокритиков.

## Сюжет
До начала основного действия показывается, как муж и жена садятся в машину, едут по дороге и терпят крушение. Далее начинается повествование о главном герое.
Артур Волдоу (Терри Камиллери) проезжает мимо маленького австралийского городка Париж вместе со своим братом Джорджем (Рик Скалли). По дороге можно увидеть, как кто-то машет фонарём, подавая условный сигнал, затем, когда Артур и брат подъезжают к сломанной машине, резко включаются фары и ослепляют обоих. Их машина терпит аварию и Артур теряя сознание оказывается в местной больнице. Там он узнаёт, что его брат погиб. Его осматривает психиатр, и мы выясняем некоторые факты из биографии Артура. Он куда лучше водит машину, чем его брат, но некоторое время назад он сбил пожилого человека и был осуждён за убийство и лишён водительских прав. Теперь Артур панически боится машин, а смерть брата из-за того, что он не был за рулём, он берёт на себя, внушая себе комплекс вины.
Артура приглашают остаться в городке Париж. Париж процветает за счёт того, что его жители подстраивают на дорогах крушения. Машины разбирают на запчасти и продают. Основным занятием местной молодёжи является подбор сломанных машин и перегон их в город. Местная молодёжь за неимением нормальной работы целыми днями бездельничает собирая из средних запчастей машины на которых они устраивают различные хулиганства — носятся по округе, таранятся и т. п.
Водители в этих авариях выживают редко, но если выживают, то как Артур они завозятся в госпиталь. Также чаще им везёт менее чем Артуру и они получают очень серьёзные травмы, тогда их называют «овощами» («вегетарианцами») и оставляют их под простым наблюдением.
Артур не погиб и не имеет повреждений головы. Однако у него панический страх перед машинами и местный психиатр рекомендует ему пожить спокойной жизнью. Временно ему разрешают остаться в городе, назначив на работу медбрата присматривающего за «овощами». Артуру некуда ехать, ведь он жил со своим братом в фургончике и, временно пожив у одной из семей города, он по их приглашению решает остаться в городе навсегда.
Он уже заметил, что аварии происходят часто, но ещё не понял почему, и ему не рассказали, в чём здесь дело. Пока ему кажется, что городок это мирное провинциальное поселение с крутыми дорогами. А процветание ему обеспечивает качественный автомобильный сервис.
В момент его принятия в ряды граждан горожане готовятся как ни в чём не бывало к городскому празднику. На котором должны будут проходить гонки с участием местного священника.
В городе ему дают должность — инспектор парковки. Он получает форму и начинает дежурство. На дежурстве у него возникают проблемы с главарём местной банды молодёжи, за то, что те не желают подчиняться его правилам. За новичка вступаются полицейский и мэр (Джон Мейллон).
Мэр в качестве меры наказания сжигает одну из машин, принадлежащих банде. Этим он заставляет молодёжь затаить на него вражду.
Затем происходит событие, которое открывает Артуру глаза на истинное состояние дел. Местный дурачок берёт ружьё и сносит кому-то на дороге голову с тем, чтобы забрать его машину себе лично. Затем приходит и доносит об этом мэру.
Мэр привозит машину в сопровождении местного полицейского. Артур узнаёт, что город на всякий случай в нужный момент может быть закрыт ловушками вокруг. Сейчас их расставляют по приказу мэра. Артур в шоке, но его заставляют смириться. Он идет на праздник и начинается веселье. Но в это время банда задумывает отомстить взрослым и разносят дом, где идет праздник, на своих тюнингованных укреплённых автомобилях.
Все разбегаются, а Артур успевает сесть в автомобиль, находящийся в гараже. Потерпев оскорбление от банды, он загоняет их главаря в угол и начинает таранить. Мэр стоит рядом и подбадривает его. Воодушевлённый Артур убивает главаря банды, но это никак не отображается на его поведении. Жажда мести вернула ему потерянную способность не бояться машин.
Он с улыбкой произносит, что может водить и покидает город, несмотря на увещевания кричащего сзади мэра. По дороге он слушает французскую музыку и лицо его изображает безмятежное счастье. Фильм заканчивается, когда он проезжает за городом знаки предупреждающие жителей города о ловушках.

## В ролях
- Джон Мейллон — мэр
- Терри Камиллери — Артур Волдоу
- Кевин Майлз — доктор Мидланд
- Рик Скалли — Джордж Валдо
- Макс Гиллис — Мэткелф
- Дэнни Эдкок — полисмен
- Брюс Спенс — Чарли
- Крис Хейвуд — Дари
- Питер Армстронг — Горман